# Ragnar Forss
Knut Johan Ragnar Forss, född den 21 augusti 1926 i Hudiksvall, död den 1 februari 2010 i Jönköping, var en svensk ämbetsman.
Forss avlade studentexamen i Skellefteå 1946 och juris kandidatexamen vid Uppsala universitet 1952. Han genomförde tingstjänstgöring i Östra och Medelsta domsaga 1952–1954 och tjänstgjorde i Hovrätten över Skåne och Blekinge 1955. Forss blev länsnotarieaspirant vid Länsstyrelsen i Jönköpings län 1955, extra ordinarie länsnotarie där 1957, förste länsnotarie 1960, tillförordnad länsassessor i Jämtlands län 1962, länsassessor i Jönköpings län 1962, förste länsassessor där 1964 och tillförordnad landssekreterare 1971. Han var länsråd och landshövdingens ställföreträdare 1971–1991. Forss blev riddare av Nordstjärneorden 1970. Han vilar på Skogskyrkogården i Jönköping.